# Фаббрике-ді-Валліко
Фаббрике-ді-Валліко (італ. Fabbriche di Vallico) — колишній муніципалітет в Італії, у регіоні Тоскана,  провінція Лукка. З 1 січня 2014 року Фаббрике-ді-Валліко є частиною новоствореного муніципалітету Фаббрике-ді-Верджемолі.
Фаббрике-ді-Валліко розташоване на відстані близько 290 км на північний захід від Рима, 70 км на захід від Флоренції, 18 км на північ від Лукки.
Населення — 505 осіб (2012).
Щорічний фестиваль відбувається 25 липня. Покровитель — San Giacomo.

## Демографія
Населення за роками:

Станом на 31 грудня 2010 року в муніципалітеті офіційно проживало 26 іноземців з 11 країн, серед них 10 громадян країн Євросоюзу.

## Сусідні муніципалітети
- Борго-а-Моццано
- Галлікано
- Пескалья
- Верджемолі